# Лучанське (заказник)

## Короткий опис
Луча́нське — ландшафтний заказник місцевого значення в Україні. Об'єкт природно-заповідного фонду Вінницької області. 
Розташований у межах Немирівського району Вінницької області, між селами Канава і Стрільчинці. 
Площа 82 га. Оголошений відповідно до Рішення Вінницького облвиконкому від 29.08.1984 року № 371. Перебуває у віданні ДП «Іллінецький ДЛГ» (Немирівське л-во, кв. 131, 132). 
Статус надано для збереження ділянки мальовничого ландшафту на схилах берега річки Південний Буг з виходами на поверхню гірських порід та цінними лісовими насадженнями природного та штучного походження віком близько 100 років. 

## Фізико-географічна характеристика
За фізико-географічним районуванням України ця територія належить до Вінницько-Дашівського району області Подільського Побужжя Дністровсько-Дніпровської лісостепової провінції Лісостепової зони. Характерною для цієї ділянки є хвиляста, з ярами і балками лесова височина з сірими і темно-сірими опідзоленими ґрунтами. З геоморфологічної точки зору територія заказника є підвищеною, сильнорозчленованою лесовою акумулятивною рівниною позальодовикової області.
Клімат території помірно континентальний. Для нього характерне тривале, нежарке літо і порівняно недовга, м'яка зима. Середня температура січня становить -6...-6,5°C, липня +19,5...+19°C. Річна кількість опадів складає 500-525 мм. 

## Характеристика рослинного покриву
За геоботанічним районуванням України ця територія належить до Європейської широколистяної області, Подільсько-Бесарабської провінції, Вінницького (Центральноподільського округу). Територія заказника репрезентативно відображає ландшафти лівого берега річки Південний Буг з оголенням корінних граніто-гнейсів. Територія заказника нахилена з півночі на південь і вкрита дубово-грабовими і дубовими лісами. 
В рослинному покриві переважають типові для Поділля грабово-дубові ліси волосистоосокові і яглицеві. Менші площі займають дубові ліси татраськокленово-конвалієві і татарськокленово-зірочникові, занесені до Зеленої книги України.